# Egsy8p7

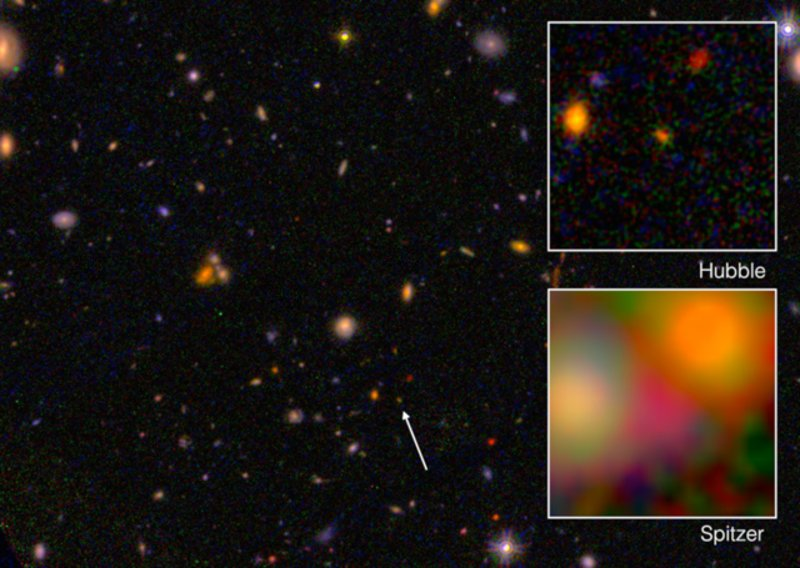
Egsy8p7 в оточені галактик в напрямку сузір'я Волопас по даним з космічних телескопів «Габбл» і «Спітцер»

Egsy8p7 — галактика, одна з найвіддаленіших від Землі. Знаходиться на відстані 13,1 мільярда світлових років. Виявлена в обсерваторії Кека на Гаваях (США) із використанням інфрачервоного спектрографа MOSFIRE зареєструвавши так звану лінію Лайман-альфа в спектрі випромінювання галактики.